# Piankh
Piankh (Paiankh, Piankhi i altres transcripcions) fou gran sacerdot d'Ammon,
Suposat gendre de Herihor i el seu successor al tron de Tebes vinculat al gran sacerdoci. Recents estudis suggereixen que en realitat fou el sogre d'Herihor i el seu predecessor. La seva dona es deia Hrere o Hereret, i se la suposa filla d'Herihor. Hereret i Piankh foren probablement els pares de Pinedjem I. Piankh va dirigir una força militar contra Paneshy, virrei de Núbia, que dominava el sud de l'Alt Egipte, i va aconseguir rebutjar-lo cap a Núbia. Va governar un temps a l'entorn de quatre anys (vers 1074-1070 aC) i el va succeir Pinedjem I.